# Atlas de la viande
L’Atlas de la viande (L'Atlas de la viande – la réalité et les chiffres sur les animaux que nous consommons) est une publication de la Fondation Heinrich Böll et des organisations Les Amis de la Terre et « Arc 2020 » sur la consommation de viande,,,,.